# Richard J. Hughes

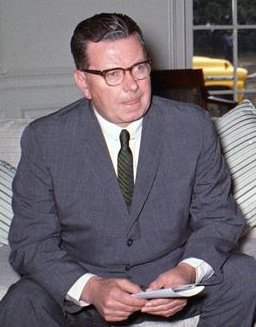
Richard J. Hughes (1962)

Richard Joseph Hughes (* 10. August 1909 in Florence, Burlington County, New Jersey; † 7. Dezember 1992 in Boca Raton, Florida) war ein US-amerikanischer Politiker und von 1962 bis 1970 Gouverneur des Bundesstaates New Jersey.

## Frühe Jahre und politischer Aufstieg
Richard Hughes studierte am St. Charles College in Catonsville in Maryland und am St. Joseph College in Philadelphia. Ursprünglich wollte er katholischer Priester werden, änderte aber seine Meinung und studierte bis 1931 an der New Jersey Law School Jura. Nach seiner im Jahr 1932 erfolgten Zulassung als Rechtsanwalt begann er in Trenton in seinem neuen Beruf zu arbeiten.
Zwischen 1939 und 1945 war er stellvertretender Bundesstaatsanwalt für New Jersey. Hughes wurde Mitglied der Demokratischen Partei, deren Parteivorsitz er im Jahr 1945 im Mercer County übernahm. Von 1948 bis 1952 war er Richter an einem Berufungsgericht in diesem County. Seit 1952 war er Richter an einem Obergericht in seinem Staat und galt als Anwärter auf eine Richterstelle am Obersten Gerichtshof von New Jersey. Hughes zog es aber 1957 vor, wieder als privater Rechtsanwalt zu arbeiten. Im November 1961 wurde er zum neuen Gouverneur seines Staates gewählt, wobei er sich mit 50,4 Prozent der Stimmen recht knapp gegen den Republikaner James P. Mitchell durchsetzte, den ehemaligen US-Arbeitsminister.

## Gouverneur von New Jersey
Richard Hughes trat sein neues Amt am 16. Januar 1962 an. Nach einer Wiederwahl im Jahr 1965 konnte er bis zum 20. Januar 1970 im Amt bleiben. Dank seiner Freundschaft mit Präsident Lyndon B. Johnson gelang es ihm, erstmals eine Democratic National Convention nach New Jersey zu bringen, die dann Ende August 1964 in Atlantic City stattfand. Seine Amtszeit war überschattet von den Unruhen im Zusammenhang mit der Bürgerrechtsbewegung. Der Gouverneur setzte sich für soziale Reformen ein, um den Unruhen die Basis zu entziehen. Gleichzeitig verteidigte er aber das teilweise harte Vorgehen seiner Polizei anlässlich der Unruhen in Jersey City und Paterson. Zwischen 1963 und 1965 war Hughes Vorsitzender der National Governors Association und er gehörte einem Ausschuss zur Überwachung der Wahlen in Südvietnam an.

## Weiterer Lebenslauf
Nach dem Ende seiner Amtszeit wurde Hughes zunächst wieder Rechtsanwalt. In den Jahren 1968 und 1972 war er Delegierter auf den nationalen Parteitagen der Demokraten. Von 1973 bis 1979 war er Oberster Richter seines Staates (Chief Justice). In seine Amtszeit fällt ein Urteil seines Gerichtshofs, das damals in den Vereinigten Staaten stark umstritten war. Dabei ging es um die Erlaubnis von Sterbehilfe, die das Gericht im Falle von einer Komapatientin namens Karen Ann Quinlan gestattete.
Nach Erreichen der Altersgrenze von 70 Jahren schied Hughes 1979 aus dem Amt des Obersten Richters aus. Danach arbeitete er wieder als Anwalt. Er starb im Dezember 1992. Gouverneur Hughes war zweimal verheiratet und hatte insgesamt zehn Kinder, von denen einige in New Jersey als Lokalpolitiker und Juristen tätig sind.